# Ефрем Белдедов
Ефрем Иванов Белдедов (изписване до 1945 година: Ефремъ Ивановъ Бѣлдѣдовъ) е български педагог и общественик, деец на Съюза на македонските емигрантски организации и лидер на Всебългарския съюз „Отец Паисий“.

## Биография
Белдедов е роден в малешевската паланка Берово, което тогава е в Османската империя. Белдедов получава докторска степен и се занимава с педагогически проблеми. Ученик е на Едуар Клапаред заедно с Димитър Кацаров, с когото по-късно работи. Съответно след Първата световна война заедно с Кацаров Белдедов започва да налага в психологическата наука в България функционализма. Той насочва усилията си към разработването на експериментална психология, предлага свои методики на индивидуално и групово изследване на интелектуалното развитие на децата и юношите. Историко-психологическите му статии съдържат оценки на приноса на прагматизма и функционализма в развитието на психологията в първата половина на XX век.
Превежда и публикува много материали, предимно за средното образование в чужбина, за работата на международни конгреси на учителите от средни учебни заведения, за педагогическата подготовка на учителите от средните училища в Люксембург, Югославия, Румъния.
Белдедов развива и широка обществена дейност. Лидер е на сливенската организация на Всебългарския съюз „Отец Паисий“. След Деветнадесетомайския преврат, на 2 септември 1934 година Охридското, Крушевското, Гевгелийското, Ениджевардарското и Малашевско-Паланечкото дружество организират конференция, подкрепена от новата власт, на която избират Временен македонски национален комитет, в който влиза и Белдедов. Комитетът обаче губи доверието на всички останали братства, а след усложняването на политическата изолация, в началото на 1936 година той преустановява работа.
Към 1941 година е подпредседател на Малешевското благотворително братство в София.